# パオリーノ・タデイ
パオリーノ・タデイ(1860年 – 1922年)とは、ポッジョ・ア・カイアーノ生まれのイタリアの政治家でローマ進軍まで内務大臣を務めた人物である。なお内務大臣の職は当時首相だったルイージ・ファクタより1922年8月1日より任されたため3ヶ月しか務めなかった。（1922年10月31日からはベニート・ムッソリーニが就いた）